# Norges Kommunistiske Parti
Norges Kommunistiske Parti (forkortet NKP) blev stiftet i 1923, efter at Det norske Arbeiderparti besluttede at melde sig ud af Komintern. Partiet var under 2. verdenskrig blevet gjort illegale af den tyske besættelsesmagt i Norge, partiet var dybt arrangeret i modstandsarbejde. Partiets ungdomsorganisation var frem til 2006 Norges Kommunistiske Ungdomsforbund, i dag hedder det Ungkommunistene i Norge. Partiet er det mest forfulgte parti i Norge, med overvågning, registering, boykot, hets og latterliggørelser, men har efter eget udsavn aldrig svigtet socialismen idé.

## Partiet
Parti beskriver sig selv som et venstrefløjsparti, men også et klassekampsparti, og arbejder for enhed mellem venstrefløjskræfter.

### Avisen Friheten
Parti udgiver ugeavisen Friheten, som er grundlagt som et illegalt blad i 1941 under besættelsen (1940-1945). I dag udkommer bladet som en ugeavis, med et oplag på omkring 3.000, samtidig drives forlaget Falken Forlag.

## Historie
Stiftet i 1923, efter at Det norske Arbeiderparti besluttede at melde sig ud af Komintern.
Under anden verdenskrig var partiets holdning i starten truffet på ikke-angrebspagten mellem Tyskland og Sovjetunionen. NKP var det første parti som blev forbudt under den tyske besættelse af Norge, og partiets bar fra partiets reorganisering i 1942 en aktiv rolle i modstandskampen frem til befrielsen.
Sammen med Sosialistisk Folkeparti (SF) var Norges Kommunistiske Parti i begyndelse de eneste to fuldstændige nej-partier til norsk EF medlemskab, som kom til folkeafstemning i 1972.

## Politik
- En demokratisk flertalsstyrt planøkonomi til dækning af alle menneskers grundlæggende og samfundsmæssige behov.
- Opretholdelse og udbyggelse af offentlige sygehus med fuld beredskab.
- Fuld børnehavedækning og gratis børnehave for alle.
- Skolehelsetjenesten og bedriftshelsetjenesten må bevares og bygges videre ut.
- Omdannelse af energiværker til akseselskaber må stoppes.
- Melde Norge ud af NATO
- Nej til EU og EØS

## Valgresultat
| Årstal | Procent af stemmerne                          | Mandater |
| ------ | --------------------------------------------- | -------- |
| 1924   | 6,1%                                          | 6        |
| 1927   | 4,0%                                          | 3        |
| 1930   | 1,7%                                          | 0        |
| 1933   | 1,8%                                          | 0        |
| 1936   | 0,3% (Bergen og Hordaland)                    | 0        |
| 1945   | 11,9%                                         | 11       |
| 1949   | 5,8%                                          | 0        |
| 1953   | 5,1%                                          | 3        |
| 1957   | 3,4%                                          | 1        |
| 1961   | 2,9%                                          | 0        |
| 1965   | 1,4%                                          | 0        |
| 1969   | 1%                                            | 0        |
| 1973   | 11,6% (Sosialistisk Valgforbund)              | 16 1)    |
| 1977   | 0,4%                                          | 0        |
| 1981   | 0,3%                                          | 0        |
| 1985   | 0,2%                                          | 0        |
| 1989   | 0,8% (Fylkeslistene for Miljø og Solidaritet) | 0        |
| 1993   | 0,1%                                          | 0        |
| 1997   | 0,1%                                          | 0        |
| 2001   | 0,1%                                          | 0        |
| 2005   | 0,0%                                          | 0        |
| 2009   | 0,0%                                          | 0        |

| Årstal | Procent af stemmerne |
| ------ | -------------------- |
| 1928   | 3,5 %                |
| 1931   | 2,5 %                |
| 1934   | 2,4 %                |
| 1937   | 1,6 %                |
| 1945   | 11,4 %               |
| 1947   | 10,0 %               |
| 1951   | 6,1 %                |
| 1955   | 5,3 %                |
| 1959   | 3,9 %                |
| 1963   | 1,9 %                |
| 1967   | 1,2 %                |
| 1971   | 0,7 %                |
| 1975   | 5,5 % 2)             |
| 1979   | 0,3 %                |
| 1983   | 0,2 %                |
| 1987   | 0,1 %                |
| 1991   | 0,0 %                |
| 1995   | 0,0 %                |
| 1999   | 0,0 %                |
| 2003   | 0,1 %                |
| 2007   | 0,0 %                |
| 2011   | 0,1 %                |

1) = Mandattallene for Sosialistisk Valgforbund, hvoraf et NKP-medlem (Reidar T. Larsen)

2) = SVs opslutning hvor NKP deltog

## Parti ledere
- Svend Haakon Jacobsen 2010 – nu.
- Zafer Gözet 2001 – 2010
- Per Lothar Lindtner 2000 – 2001
- Per Lothar Lindtner og Kjell Underlid 1998 – 2000
- Terje Krogh, Per Lothar Lindtner og Kjell Underlid 1993 – 1998
- Ingve Iversen 1991 – 1993
- Kåre André Nilsen 1987 – 1991
- Hans I. Kleven 1982 – 1987
- Martin Gunnar Knutsen 1975 – 1982
- Reidar T. Larsen 1965 – 1975
- Emil Løvlien 1946 – 1965
- Adam Egede-Nissen 1934 – 1946
- Henry Wilhelm Kristiansen 1931 – 1934
- Peder Furubotn 1925 – 1930
- Sverre Støstad 1923 – 1925

## Notater
1. ↑  Statistisk Sentralbyrå: kommunestyrevalgresultater